# Domecy-sur-Cure
Domecy-sur-Cure är en kommun i departementet Yonne i regionen Bourgogne-Franche-Comté i norra Frankrike. Kommunen ligger i kantonen Vézelay som tillhör arrondissementet Avallon. År 2022 hade Domecy-sur-Cure 406 invånare.

## Befolkningsutveckling
Antalet invånare i kommunen Domecy-sur-Cure
| Referens: INSEE |